# Угода про формування Єдиного економічного простору
Угода про формування Єдиного економічного простору (рос. Соглашение о формировании Единого экономического пространства,каз. Біртұтас экономикалық кеңістік құру туралы келісім,біл.Пагадненне аб фарміраванні Адзінай эканамічнай прасторы) — багатосторонній міжнародний договір, підписаний Україною 19 вересня 2003 в м. Ялті і ратифікований Верховною Радою України 20 квітня 2004 з застереженням.
Сторони угоди — Республіка Білорусь, Республіка Казахстан, Російська Федерація та Україна.
Невід'ємною частиною угоди є Концепція щодо формування Єдиного економічного простору, яка додається до цієї Угоди.

## Застереження України
Закон про ратифікації угоди Україною містить таке застереження: 
| Україна братиме участь у формуванні та функціонуванні Єдиного економічного простору в межах, що відповідають Конституції України. |